# Majid Jowhari
Majid Jowhari (né le 24 octobre 1960 à Youssef Abad en Iran) est un homme politique canadien. Membre du parti libéral, il est élu dans la circonscription de Richmond Hill durant les élections fédérales de 2015 lorsqu'il défait le conservateur Costas Menegakis. Il bat Menegakis de nouveau lors des élections fédérales de 2019 avec une maigre pluralité.